# Bingham (Nottinghamshire)
Pour les articles homonymes, voir Bingham.
Bingham est une ville de marché et une paroisse civile du Nottinghamshire, en Angleterre.